# Arena Alice-Milliat
Arena Alice-Milliat, též Paris Arena II nebo Arena Porte de la Chapelle je budoucí víceúčelová a modulární sportovní hala nacházející se v Paříži ve čtvrti Chapelle (18. obvod). Sál bude mít kapacitu 8000 míst pro sportovní akce a 9000 míst pro koncertní vystoupení. Dokončen má být v létě 2023. Bude hostit zápasy a přípravný turnaj v mužském basketbalu na Letních olympijských hrách v roce 2024, poté bude hostit paralympijský turnaj ve stolním tenise. Hala bude po dokončení sídlem klubů Paris Basketball a Paris Saint-Germain Handball.

## Historie
Výstavba začala v březnu 2020 a měla by být dokončena v roce 2023. Financován je firmou Bouygues.
Na návrh komunistické skupiny v pařížské radě se hala bude jmenovat Arena Alice-Milliat. Alice Milliat (1884-1957) byla plavkyně, hokejistka a veslařka, která se prosazovala o to, aby byl ženský sport uznán na olympijských hrách. Například zorganizovala Ženské světové hry v Paříži v roce 1922, když Pierre de Coubertin v roce 1919 odmítl zpřístupnit některé disciplíny ženám.

## Popis
Stavba bude s plochou 20.000 m2 zahrnovat velkou víceúčelovou halu s 8000 místy a také dvě tělocvičny určené pro místní kluby a pro obyvatele.
Mohou se zde také konat koncerty. Kapacita haly bude pro tento typ akce 9000 lidí.